# Leonid Alexejewitsch Skotnikow
Leonid Alexejewitsch Skotnikow (russisch Леонид Алексеевич Скотников, wiss. Transliteration Leonid Alekseevič Skotnikov; * 26. März 1951 in Kalinin, UdSSR) ist ein russischer Jurist und Diplomat. Von 2006 bis 2015 fungierte er als Richter am Internationalen Gerichtshof.

## Leben
Nach dem Jura-Studium am Staatlichen Moskauer Institut für Internationale Beziehungen war der Spezialist für internationales Recht an verschiedenen Instituten in Russland tätig. Den Großteil seiner Karriere arbeitete er in der Rechtsabteilung des Ministeriums für Auswärtige Angelegenheiten der Russischen Föderation. Ab  1974 arbeitete er in verschiedenen Positionen in der Zentrale des Außenministeriums der Sowjetunion. Von 1992 bis 1998 war er Russlands Botschafter in den Niederlanden. In den Jahren 1992 und 1998 bis 2001 leitete er die Rechtsabteilung des russischen Außenministeriums. Von 2001 bis 2005 war er Russlands Ständiger Vertreter beim UN-Büro und anderen internationalen Organisationen in Genf. Er lehrte schließlich an den Universitäten Moskau und Harvard.
Nachdem er auch lange Jahre Mitglied mehrerer internationaler Rechtsgremien war, wurde er im November 2005 zum Richter an den Internationalen Gerichtshof in Den Haag gewählt, an dem er von Februar 2006 bis Februar 2015 amtierte. Darüber hinaus wurde er in zwei Fällen als Ad-hoc-Richter ausgewählt.

## Publikationen
- The Right of Self-Defence and the New Security Imperatives, In: International Affairs Vol. 9, 2004;
- Legal Limits of the Use of Force, In: International Affairs Vol. 11, 2003;
- Entering the XXI Century: Primacy of Law in International Relations In: International Affairs Vol. 12, 2000;
- Primacy of Law in Politics (Mitverfasser), In: International Affairs Vol. 4, 1989.